# Èbal (fill de Cinortes)
Segons la mitologia grega, Èbal (en grec antic Οίβαλος) va ser un rei d'Esparta, fill de Cinortes, segons Pausànias. Era descendent de Lèlex i de Lacedèmon. En una tradició referida per Apol·lodor, el fill de Cinortes no és Èbal, sinó Perieres. Èbal seria el pare d'Arena, que va ser l'esposa d'Afareu, un dels fills de Perieres. Seria, segons això, avi de Linceu, d'Idas i de Pisos.
Va ser el segon marit de Gorgòfone i amb ella va tenir Tindàreu i Icari. Amb altres dones tingué Hipocoont i Pirene.
Aquestes genealogies, fruit de tradicions locals, són extremadament confuses, i s'han intentat conciliar per les tradicions, tot i que de vegades es mostren contradictòries.